# سوکوشیتسو
سوکوشیتسو (به ژاپنی: 側室 そくしつ) در سیستم چندزنی در ژاپن به زن اصلی که از نظر اجتماعی در رتبهٔ بالایی قرار داشت سی‌شیتسو گفته می‌شد و در مقابل آن دیگر زنان یک مرد که از نظر عموم و رسمی شناخته شده بودند اما از نظر اجتماعی در مقام پایین‌تری قرار داشتند، سوکوشیتسو گفته می‌شد.

## بررسی اجمالی
از منظر جهانی، چندهمسری هنوز در آفریقا و کشورهای عربی دیده می‌شود، و در گذشته در ژاپن نیز چنین بود. در دوره سنگوکو به‌طور کلی، برای یک دایمیو (ارباب فئودالی) کافی بود که یک همسر اصلی (سی‌شیتسو) داشته باشد، اما برای زنده نگه داشتن فرزند و بقای خاندان خود، در بسیاری از موارد آنها سوکوشیتسو داشتند. به نظر می‌رسد یک ارباب در دوره کاماکورا حتی اجازه داشتن همسر اصلی دوم یا سوم را نیز داشته است. در اینجا لازم است ذکر شود که دلیل داشتن سوکوشیتسو تنها برای ارضای امیال جنسی نبود. شرایطی مانند میل به حفظ فرزندان یا استراتژی سیاسی نقش زیادی داشت. «اضافه شدن خط دیوار قلعه اوساکا» در سال ۱۵۹۵ به یک ارباب فئودال اجازه می‌دهد تا دو سوکوشیتسو  هم‌بالینی (تکاکه) داشته باشد. این را می‌توان به عنوان پیروی از سابقه دوره کاماکورا در نظر گرفت. اما در واقع در بسیاری از موارد داشتن دو سوکوشیتسو کافی نبود و تعداد سوکوشیتسوها نیز به‌طور دقیق تعیین نمی‌شد. کی دیگر از دلایل داشتن سوکوشیتسو این بود که برای ازدواج سیاسی داشتن فرزندان (به ویژه دختران) ضروری بود. به ویژه، اگر دختران زیادی وجود داشتند، می‌توانستند آنها را با فرزندان اربابان فئودالی که می‌خواهند با آنها اتحاد برقرار کنید، ازدواج دهند. برعکس، حتی یک مرد می‌تواند از دایمیو دیگر زن بگیرد. داشتن تعداد زیاد فرزندان مزیت بزرگی در ایجاد اتحاد بود. مواردی مانند اودا نوبوناگا وجود دارد که برای افزایش فرزندخوانده‌ها و ازدواج او با خانواده دیگری تلاش خود را انجام داد. ازدواج زنان با خانواده‌های دیگر، حتی از طریق فرزندخواندگی، غیرمعمول نبود. البته دلیل این امر هم اتحاد بود. در این مورد ازدواج بیشتر شبیه گروگان‌گیری بود تا ازدواج؛ بنابراین، اگر پیمان به هم می‌خورد، زوجه به خانه پدر و مادرش برمی‌گشت (گاهی کشته می‌شد). مواردی که از زنان برای ازدواج سیاسی استفاده می‌شد کم نیست، اما شکی نیست که ازدواج صرفاً «دوست داشتن» یا «نپسندیدن» یکدیگر نبوده است. ازدواج بین اربابان فئودال نشانه ای از ایجاد اتحاد متقابل بود و معنای بسیار سیاسی داشت، بنابراین حتی اگر طرف ازدواج طرف مقابل را دوست نداشته باشد.